# عباد بن علقمة المازني
عباد بن علقمة المازني التميمي. وكان يُعرف باسم عباد بن الأخضر، نسبة إلى الأخضر زوج أمه. قائد أموي.
وجهه والي العراق عبيد الله بن زياد في أربعة الآلاف مقاتل إلى مرداس بن حدير التميمي، أحد قادة الخوارج، والتقوا في معركة آسك قرب البصرة في صباح يوم جمعة، سنة 61 هـ (حوالي 681م)، فلمّا جاء وقت الصلاة اتفقوا على وضع القتال حتى نهايتها، وأسرع عباد بإنهاء الصلاة، ثم هجم على الخوارج فقتلهم جميعاً بين راكع وساجد، وأرسل رأس مرداس إلى ابن زياد. لكنه لم يهنأ بهذا النصر طويلاً، حيث اغتاله الخوارج في سكة بني مازن بالبصرة.

## نسبه
عباد بن علقمة بن عباد بن جعفر بن أبي روم بن حُذافة بن صُعير بن خُزاعي بن مازن بن مالك بن عمرو بن تميم.